# 豊中敬仁会病院
豊中敬仁会病院（とよなかけいじんかいびょういん）は、社会医療法人彩樹が大阪府豊中市少路に所在する病院。
かつて大阪府豊中市西緑丘に所在していた豊中緑ヶ丘病院（とよなかみどりがおかびょういん）が前身であり、現住所への移転を経て2021年4月1日に改名した。

## 診療科
（この節の出典）
- 外科
- 内科
- 消化器外科
- 消化器内科
- こう門外科
- 整形外科
- 形成外科
- 血管外科
- 腎臓内科
- 人工透析内科
- 循環器内科
- 皮膚科
- 泌尿器科
- 放射線科
- リハビリテーション科
- 麻酔科
- 精神科
- 病理診断科

## 医療機関の指定・認定
（下表の出典）
| 保険医療機関                                   | 労災保険指定病院                   |
| 母体保護法指定医の配置されている医療機関       | 生活保護法指定病院                 |
| 指定自立支援病院（更生医療）                   | 原子爆弾被害者一般疾病医療取扱病院 |
| 身体障害者福祉法指定医の配置されている医療機関 | 公害医療機関                       |

- 救急告示病院（二次救急）[4]
- このほか、各種法令による指定・認定病院であるとともに、各学会の認定施設でもある。

## 交通アクセス
- 大阪モノレール本線「少路駅」より徒歩1分[5]

## 関連施設
- 守口敬仁会病院
- 門真けいじん会クリニック
- 寝屋川けいじん会クリニック
- 守口けいじん会クリニック
- 豊中けいじん会クリニック
- 丸岡消化器内科
- 豊中たんぽぽ保育園